# Francesco Pignatelli, IX principe di Strongoli
Il conte Francesco Pignatelli, 9º principe di Strongoli e 11º conte di Melissa (Crotone, 20 gennaio 1837 – Napoli, 20 giugno 1906), è stato un nobile e politico italiano.

## Biografia
Francesco Pignatelli era il figlio primogenito del senatore Vincenzo Pignatelli, VIII principe di Strongoli e della sua consorte Carolina Barracco. Sposò l'educatrice, scrittrice e filantropa Adelaide del Balzo, dalla quale però non ebbe figli. Il fratello Luigi gli succedette nella titolarità del principato di Strongoli. 
È stato deputato del Regno d'Italia nella XI e XVII Legislatura.
Morì a Napoli il 20 giugno 1906.